# Abelardo Rausch de Alcântara
Abelardo Rausch de Alcântara (Teófilo Otoni, 5 de agosto de 1927 – Brasília, 13 de fevereiro de 1970) foi um bancário e ex-funcionário da Caixa Econômica Federal. Ele foi morto, após sua prisão em 1970, no PIC (Pelotão de Investigações Criminais) em Brasília, durante a Ditadura Militar.

## Biografia
Filho de Nabor Rausch de Alcântara e Carmem Oliveira, Abelardo nasceu na cidade de Teófilo Otoni, em Minas Gerais. 
Antes de trabalhar na Caixa Econômica Federal foi empregado da Sociedade de Abastecimento de Brasília e militante da Associação de Funcionários. A esposa de Abelardo, Elza Souza de Alcântara, soube que ele estava morto no dia seguinte a sua prisão. Durante o velório ela abriu o terno e percebeu várias evidências de tortura como unhas roxas, hematomas, queimaduras de cigarro e o braço esquerdo estava aparentemente quebrado.

### Versão Oficial sobre o óbito
No dia 13 de fevereiro de 1970, segundo a versão oficial, divulgada pela Secretaria de Segurança Pública do Distrito Federal, Abelardo havia sido chamado para prestar depoimento sobre um roubo ocorrido na agência bancária onde trabalhava. Durante o interrogatório, teria sido acusado com provas incriminatórias, levando-o, assim, a pegar um copo de vidro, quebrá-lo e com o cacos tentando cortar os próprios pulsos para suicidar-se.
Ele então teria sido atendido imediatamente pelo serviço médico do Batalhão de Polícia do Exército e estaria sendo transportado pela ambulância, quando esta chocou-se por acidente em uma kombi, gerando ferimentos no sargento que a conduzia e em Abelardo, que teria falecido em decorrência das lesões. De acordo ainda com o documento da Secretaria de Segurança, o resultado da autópsia mostrara que Abelardo havia ingerido Lysoform, desinfetante eficaz no combate a germes/bactérias e fungos, em outra tentativa de suicídio.
O dono da Kombi foi posteriormente localizado, era Jatir Rodrigues Souza. Ele afirmou que seu carro foi atingido por trás pela ambulância e tinha certeza da intencionalidade do acidente e afirmou que o Abelardo já estava morto quando o acidente ocorreu.

### Investigação sobre sua morte
Ainda que haja registros oficiais sobre a morte de Abelardo, há relatos e circunstâncias que não condizem com o documento da Secretaria. Na manhã do dia de seu falecimento, 13 de fevereiro de 1970, segundo o depoimento de sua esposa, Elza, três homens trajados de terno e gravata estiveram em sua casa procurando por seu marido e afirmavam serem servidores da Caixa Econômica. Abelardo afirmou não conhecia nenhum dos homens.
Mesmo com a surpresa inusitada, Abelardo decidiu acompanhar os desconhecidos. Na noite do mesmo dia, Elza foi em busca de informações na sede da agência da Caixa, onde conseguiu informações de que seu marido estava na delegacia localizada no centro de Taguatinga prestando, supostamente, depoimento e iria ser liberado em breve. 
Às nove horas do dia seguinte, Elza recebera mais uma visita. Outro homem fora à sua casa solicitando por roupas de Abelardo que, segundo ainda o desconhecido, continuava prestando depoimento, mas iria para o trabalho após a entrevista. 
Tempo depois, Elza recebeu a visita em sua casa de Doralice Tavares, que fora lhe dizer que também um desconhecido havia estado em sua casa e que, segundo o que o homem falara, Abelardo havia falecido morto e estava sendo velado na capela número 01 do Cemitério Campo da Esperança. Elza deslocou-se ao Cemitério e, chegando lá, seu marido estava velado junto a dois outros indivíduos que ela não não conhecia. O corpo de seu marido estava vestido com as mesmas roupas que algumas horas antes a senhora Elza havia entregado ao homem desconhecido.
Elza ainda afirmara que o rosto de Abelardo estava inchado e enfaixado; assim, resolveu desabotoar a camisa que o marido trazia e percebeu que seu corpo apresentava hematomas, marcas de queimadura, feridas variadas e que o braço esquerdo aparentava estar quebrado.
Outras questões também não coincidem com as versões oficiais: o acidente ocorrido em frente ao Palácio do Buriti, não faz menção ao senhor Abelardo Raush; há indicação de ferimentos provocados ao sargento Vasconcelos apenas. Além disso, muitos dos documentos, que poderiam por em cheque as versões oficiais, desapareceram.
Investigações conduzidas pela Comissão Especial de Mortos e Desaparecidos Políticos, localizaram o motorista do veículo que foi atingido pela ambulância do Exército. O senhor Jati Rodrigues dos Santos disse não ter dúvidas de que a sua kombi fora atingida de propósito pela ambulância do Exército, que era conduzida pelo sargento Hermano Carlos dos Santos. Jati foi absolvido da acusação de crime culposo e, ademais, o juiz declarou que o réu fora acusado pela morte de um defunto.
Embora não exista registros sobre participação política de Abelardo Rausch de Alcântara, a CEMDP decidiu pelo deferimento do caso em decorrência da morte dessa vítima ter ocorrido por causas não naturais, em dependência policial ou assemelhada. Os restos mortais de Abelardo foram enterrados no Cemitério Campo da Esperança, em Brasília, Distrito Federal.

## Homenagens
Abelardo Rausch de Alcântara faz parte de uma lista de 58 pessoas, mortas durante o período da ditadura civil-militar, que foram homenageadas em um monumento na cidade de Belo Horizonte. Entre 1964 e 1985, 85 mineiros morreram após sessões de tortura ou foram executadas antes de serem presas enquanto lutavam contra o regime militar, e a obra visa homenagear aqueles que nasceram no estado. Fica localizada em frente à antiga sede do Dops (Delegacia de Segurança Pessoal e de Ordem Política e Social), na Avenida Alfonso Pena.

A mineira é apenas a primeira das capitais brasileiras a receber o monumento, cujos traços remetem à da bandeira nacional de forma vazada, traz os nomes dos mortos e também  um espaço dedicado à colocação de flores para as vítimas. Foi idealizado pelo arquiteto gaúcho Tiago Balem e inaugurado em maio de 2013 pelo então Secretário Nacional de Justiça Paulo Abrão. Em seu discurso, disse que o monumento não apenas presta homenagem às pessoas que lutaram pela democracia, como também servem de exemplo para que os atos praticados no período da ditadura não voltem a ocorrer. Ainda falou sobre as opiniões que se referem à ditadura como positiva: "esse tipo de fala revela desconhecimento sobre o período".